# Mongiuffi Melia

Ubicació de Mongiuffi Melia dins de la província

Mongiuffi Melia (sicilià Mungiuffi) és un municipi italià, dins de la ciutat metropolitana de Messina. L'any 2007 tenia 755 habitants. Limita amb els municipis d'Antillo, Castelmola, Forza d'Agrò, Gaggi, Gallodoro, Graniti, Letojanni, Limina, Roccafiorita.

## Administració
| Període | Identitat           | Partit        |
| ------- | ------------------- | ------------- |
| 2008-   | Salvatore Curcuruto | Llista cívica |